# Josh Reddick
William Joshua »Josh« Reddick, ameriški bejzbolist, * 19. februar 1987, Savannah, Georgija, ZDA.
Reddick je poklicni igralec zunanjega polja in trenutno član ekipe Oakland Athletics.

## Ljubiteljska kariera
V mestu Guyton v rodni zvezni državi je igral bejzbol na srednji šoli South Effingham High School.

## Poklicna kariera

### Boston Red Sox
Reddick je bil izbran v 17. krogu nabora lige MLB leta 2006 s strani ekipe Boston Red Sox.
31. julija 2009 je bil prvič vpoklican v ligo MLB. Klub je upal, da bo dostojna zamenjava za Adama LaRochea, ki je bil nedavno udeležen v menjavi. Prvič je nastopil v deveti menjavi tekme tega dne, ko je kot odbijalec s klopi zamenjal Rocca Baldellija. Cla Meredith, takrat član ekipe Baltimore Orioles, je iz njega izsilil talno žogo in ga nato izločil. V naslednji tekmi je v drugi menjavi met Davida Hernandeza odbil za svoj prvi udarec v polje in si z njim prislužil dve bazi. Kasneje na tekmi je dosežek ponovil proti Chrisu Rayu.
2. avgusta je odbil svoj prvi domači tek. Dovolil mu ga je Brian Bass. Bil je prvi član ekipe iz Bostona, ki mu je to uspelo v obdobju njegovih prvih treh tekem po Billyju Conigliaru leta 1969.
5. avgusta je bil poslan nazaj v podružnico na stopnji Triple-A v Pawtucketu. To je dovolilo plitvemu razbremenilnemu kadru ekipe dostop do Billyja Traberja. Nazaj so ga priklicali že naslednji dan, ko si je Rocco Baldelli poškodoval levi gleženj.
Leto 2010 je ponovno začel v Pawtucketu, vendar je bil že aprila vpoklican nazaj v ligo MLB po poškodbi Mikea Camerona.
Podobno je začel leto 2011 in v ligo MLB prišel 26. maja po poškodbi veterana, tokrat Darnella McDonalda, ki si je nategnil levo štiriglavo stegensko mišico. Na najvišji stopnji si je utrdil položaj na dan 29. junija, ko je njegova ekipa Camerona poslala v nižje podružnice in ga posledično odstranila iz svojega seznama dejavnih in 40 mož, kjer si je prostor našel Reddick.
7. avgusta 2011 je Reddick odbil svoj prvi udarec v polje za zmago proti ekipi New York Yankees, ko je v spodnjem delu 10. menjave domov poslal soigralca Darnella McDonalda.

### Oakland Athletics
28. decembra 2011 je bil Reddick skupaj z dvema članoma nižjih podružnic poslan v ekipo Oakland Athletics v zameno za Andrewa Baileya in Ryana Sweeneya.
V sezoni 2012 Reddick vodi svojo ekipo v tekih, udarcih v polje, udarcih v polje za dve bazi, domačih tekih, tekih, poslanih domov,povprečju dodatnih baz, prostih prehodih na bazo, izločitvah z udarci in skupnih bazah.